# Charlotte Booth
Charlotte Louise Booth, tidigare Taylor, född 14 augusti 1985, är en brittisk roddare. 
Booth tävlade för Storbritannien vid olympiska sommarspelen 2016 i Rio de Janeiro, där hon tillsammans med Katherine Copeland slutade på 14:e plats i lättvikts-dubbelsculler.